# Carmelo Bossi
Carmelo Bossi (Milano, 15 ottobre 1939 – Milano, 23 marzo 2014) è stato un pugile italiano.
Fu medaglia d'argento alle Olimpiadi di Roma del 1960, campione d'europa dei pesi welter (1967-1968) e campione del Mondo dei pesi medi junior (1970-1971).

## Biografia

### Carriera da dilettante
Bossi è stato campione italiano dilettante nei pesi welter nel 1958, a Terni e l'anno successivo fu medaglia d'argento ai Campionati europei di Lucerna, sempre nella medesima categoria. 

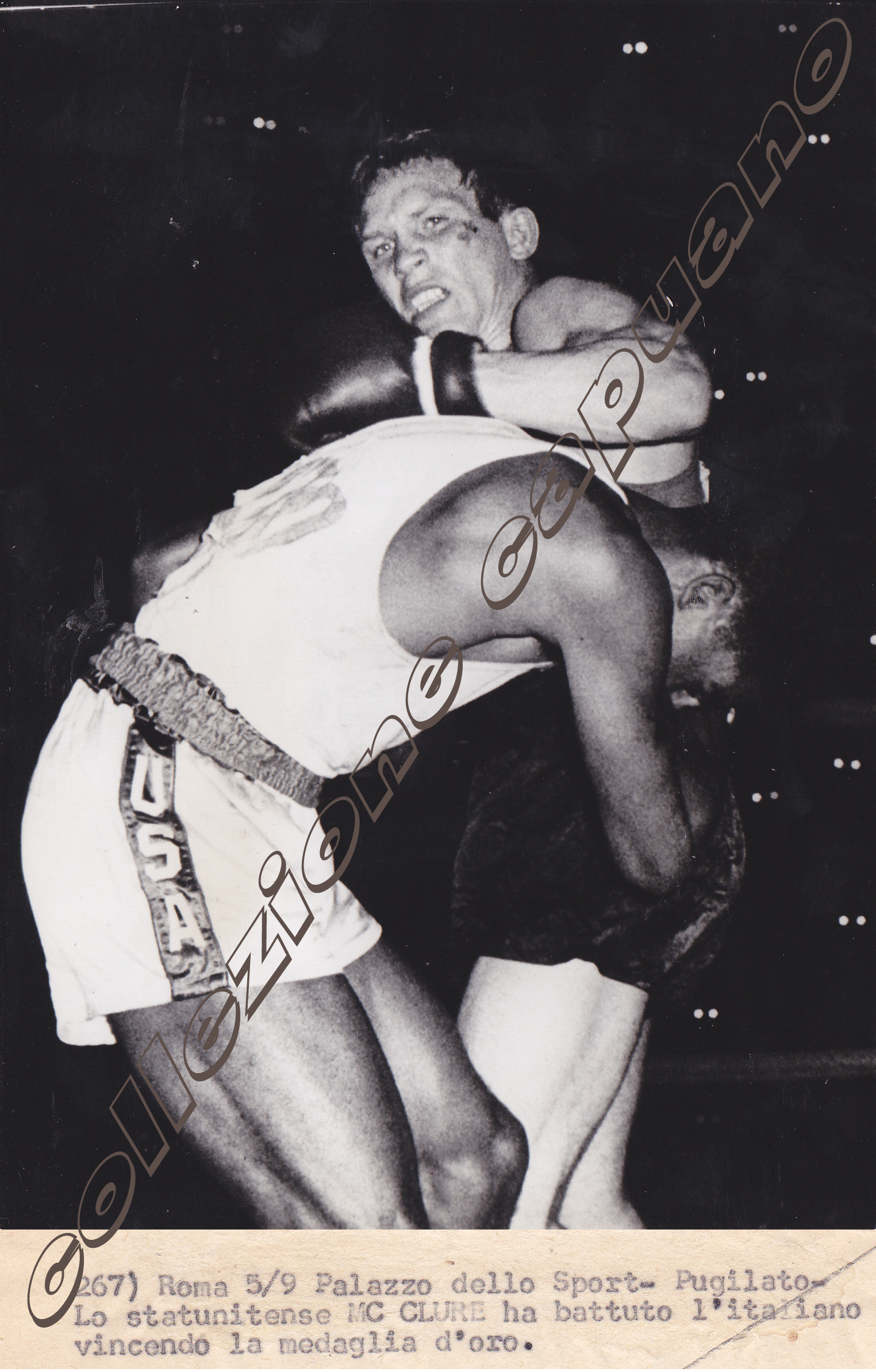
Carmelo Bossi vs. Wilbert McClure nella finale olimpica di Roma

Tuttavia, in vista dei Giochi olimpici di Roma, nel 1960, il tecnico della Nazionale italiana, Natalino Rea, scelse di far combattere nei pesi welter il Campione europeo dei superwelter, Nino Benvenuti e impose a Bossi di partecipare a un torneo eliminatorio quadrangolare per l'individuazione del rappresentante italiano nella categoria superiore. 
Dopo aver sconfitto, uno dopo l'altro Sandro Mazzinghi, Giuseppe Galmozzi e Remo Golfarini, il milanese fu costretto ad affrontare anche Tommaso Truppi, sceso appositamente dalla categoria dei pesi medi. Bossi lo mise KO e così poté entrare a far parte della squadra olimpica.
Alle Olimpiadi, conquistò la medaglia d'argento, dopo aver superato il rhodesiano Brian Van Niekerk, l'uruguayano Pedro Votta, il francese di colore Souleymane Diallo e il britannico Billy Fisher, tutti con verdetto ai punti. Perse solamente in finale contro lo statunitense Wilbert McClure, a un passo dalla medaglia d'oro, con due giudici su cinque che si erano espressi per il pari. 
Il 26 settembre 1960 fu insignito dell'onorificenza di Cavaliere della Repubblica.

### Carriera da professionista
Passò professionista nel 1961, nella scuderia di Steve Klaus. Il 5 ottobre 1965, a Napoli, conquistò il titolo italiano dei pesi welter, battendo il laziale Domenico Tiberia, ai punti in dodici riprese. Sempre ai punti, batté il rivale nella successiva rivincita, l'8 gennaio 1967 ad Aprilia. Nello stesso anno, il 17 maggio, a Sanremo, conquistò il titolo europeo della stessa categoria, battendo il francese Jean Josselin, con verdetto ai punti.
Fece poi una puntata in Sudafrica per incontrare due volte il campione locale Willie Ludick, all'Ellis Park Stadium, di Johannesburg, perdendo in entrambi i casi ai punti in quindici riprese.
Difese il titolo europeo contro il britannico Johnny Cooke, a Sanremo il 16 agosto 1967, sconfiggendolo per KO tecnico alla dodicesima ripresa. Concesse la rivincita a Jean Josselin, a Roma, il 3 maggio 1968, ottenendo una nuova vittoria ai punti, pur in difficoltà a rientrare nei limiti di peso. 
Il 14 agosto 1968, a Roma, prese sottogamba l'incontro con il modesto olandese delle Antille Edwin "Fighting" Mack. Reduce da una cura di antibiotici conseguita all'estrazione di un dente infetto, Bossi preferì non chiedere il rinvio del match. Combatté debilitato e, addirittura, senza paradenti. Perse la cintura europea per KO tecnico alla decima frazione. Al 9º round fu centrato alla mascella da un violento gancio destro dello sfidante. Accusò il colpo ma riuscì a terminare in piedi la ripresa. Durante l'intervallo decise di abbandonare il match per correre all'ospedale dove gli riscontrarono la mascella fratturata in tre parti.

Carmelo Bossi conquista il titolo mondiale dei pesi medi junior, battendo ai punti l'americano Freddie Little

Il 31 ottobre 1969, Bossi incontrò a Roma il campione del mondo dei pesi medi junior Freddie Little, per un incontro non valido per il titolo. Nelle prime due riprese Bossi scelse una tattica attendista, lasciando l'iniziativa al campione del mondo. A 2:10 della terza ripresa sull'arcata sopracciliare del milanese si era aperta una vistosa ferita dovuta, a parere della stampa italiana, ad una doppia testata involontaria che non aveva lasciato segni evidenti su Little ma che richiese l'intervento medico per Bossi. Secondo l'United Press International, invece, Little aveva colpito Bossi con un corto gancio destro. Il medico decretò l'impossibilità di proseguire per quest'ultimo e l'arbitro assegnò allo statunitense la vittoria per ferita. 
Bossi combatté ancora per il titolo europeo dei pesi welter contro l'austriaco Johann Orsolics, il 9 aprile 1970, a Vienna, ma con esito sfortunato (sconfitta ai punti di misura).
Già trentunenne, ebbe una chance per il mondiale dei superwelter, da parte di Freddie Little, visto anche l'esito del loro precedente confronto. Il 9 luglio 1970, allo Stadio Sada di Monza, Bossi compì il capolavoro della sua intera carriera, strappando la cintura mondiale allo statunitense. All'11º round riuscì ad atterrare l'avversario con un fulmineo destro al mento, anche se l'arbitro non effettuò il conteggio optando per una scivolata. Il verdetto di quattro punti in favore del milanese fu forse benevolo ma sancì una chiara vittoria. 
Bossi difese il titolo mondiale contro lo spagnolo José Hernández, a Madrid, il 29 aprile 1971, restando in carica grazie a un verdetto di parità. 
Il 31 ottobre 1971, accettò di mettere in palio la cintura mondiale a Tokyo, nella "tana" del giapponese Koichi Wajima per una borsa di 36 milioni, la più alta della carriera. Fu costretto a consegnare ai punti il titolo all'avversario, a seguito di un verdetto deciso per un solo punto dell'arbitro Valan. Questi, nel post-match, si disse convinto di aver attribuito la vittoria a Bossi. Fu il suo ultimo incontro.

### Caratteristiche tecniche
Mancino, Carmelo Bossi era un vero ragioniere del ring. Dotato di non scarsi mezzi, difettava però di un pizzico di potenza e, forse, il suo temperamento troppo calcolatore, in alcuni casi, lo ha frenato più del dovuto.

### Vita privata
Sposato con Annamaria Pocaterra, rimase vedovo il 21 agosto 2013. Aveva due figlie, Alessandra e Carla e viveva a Milano. Il fratello Ernesto, anch'egli pugile a discreti livelli, lo seguì per tutta la sua carriera agonistica.
Morì a Milano il 23 marzo 2014 all'età di 74 anni, in seguito a complicazioni polmonari, dopo una lunga malattia.